# 아름다운 날들 (음반)
《아름다운 날들》은 루시드 폴의 5집 정규 앨범이다. 2011년 12월 20일 발매.

## 곡 목록
1. 외줄타기
2. 그리고 눈이 내린다
3. 어부가
4. 어디인지 몰라요
5. 그 밤
6. 꿈꾸는 나무
7. 외로운 당신
8. 불
9. 노래의 불빛
10. 너무 슬퍼하지 말아요
11. 여름의 꽃